# Erythrodiplax angustipennis
Erythrodiplax angustipennis is een libellensoort uit de familie van de korenbouten (Libellulidae), onderorde echte libellen (Anisoptera).
De wetenschappelijke naam Erythrodiplax angustipennis is voor het eerst geldig gepubliceerd in 1942 door Donald J. Borror.